# Doetinchemse Hockey Club
Doetinchemse Hockeyclub is een Nederlandse hockeyclub uit de Gelderse plaats Doetinchem.
De club werd opgericht op 1 september 1938 en speelt op Sportpark Zuid waar ook een voetbal- (DZC '68) en een tennisvereniging zijn gevestigd. Het eerste herenteam komt in het seizoen 2020/21 uit in de Vierde klasse en het eerste damesteam komt uit in de Vierde klasse van de KNHB.